# Galaga
Galaga (Japans: ギャラガ; Gyaraga) is een computerspel dat werd ontwikkeld en uitgebracht door Namco. Het spel werd in 1981 als arcadespel uitgebracht. Het spel bestond uit drie Z80-processors. In 1982 werd het spel uitgegeven voor de Commodore 64. Later volgde ook andere populaire homecomputers van die tijd. 
Het spel is van het type "verticale shooter". De speler bestuurt een ruimtevliegtuig. Hij moet diverse formaties van ruimteschepen vernietigen. Er is een oneindig aantal levels. Elk derde level is een zogenaamde 'challenge stage' waarin zoveel mogelijk vliegtuigen geraakt moeten worden en bonuspunten te verdienen zijn. Als het spel ten einde is, krijgt de speler het aantal punten en de 'hitratio' (trefzekerheid) te zien.
Het is mogelijk het vliegtuig gevangen te laten nemen en later terug te veroveren. Het resultaat is dat de speler twee vliegtuigen naast elkaar bestuurt met dubbele vuurkracht.

## Platforms
| Jaar | Platform                                              |
| ---- | ----------------------------------------------------- |
| 1981 | Arcade                                                |
| 1982 | C64                                                   |
| 1984 | MSX                                                   |
| 1985 | FM-7, NES                                             |
| 1987 | Atari 7800                                            |
| 2005 | Windows Mobile                                        |
| 2006 | Palm OS, Xbox 360 (als download via Xbox Live Arcade) |
| 2007 | Wii Virtual Console (port van Famicom/NES)            |
| 2011 | Roku                                                  |
| 2013 | Nintendo 3DS, Wii U (port van Famicom/NES)            |

Het spel maakte ook onderdeel uit van:
| naam                                             | eerste uitgave   | platforms                                                                      |
| ------------------------------------------------ | ---------------- | ------------------------------------------------------------------------------ |
| Namco Museum 64                                  | 31 oktober 1999  | Nintendo 64                                                                    |
| Namco Museum Volume 1                            | 22 november 1995 | PlayStation                                                                    |
| Namco Museum 65                                  | 29 november 1999 | Sega Dreamcast                                                                 |
| Namco Museum Advance                             | 11 juni 2001     | Game Boy Advance                                                               |
| Namco Museum                                     | 4 december 2001  | PlayStation 2, Xbox, Nintendo GameCube                                         |
| Namco Museum Battle Collection                   | 24 februari 2005 | PlayStation Portable                                                           |
| Namco Museum: 50th Anniversary Arcade Collection | 30 augustus 2005 | PlayStation 2, Xbox, Nintendo GameCube, Game Boy Advance and Microsoft Windows |
| Namco Museum DS                                  | 11 oktober 2007  | Nintendo DS                                                                    |
| Namco Museum Remix (remix versie)                | 23 oktober 2007  | Wii                                                                            |
| Namco Museum Virtual Arcade                      | 4 november 2008  | Xbox 360                                                                       |
| Namco Museum Essentials                          | 29 januari 2009  | PlayStation 3                                                                  |
| Galaga Remix                                     | 8 april 2009     | iPhone                                                                         |
| Namco Museum Megamix (gewone en remix versie)    | 16 november 2010 | Wii                                                                            |
| Pac-Man & Galaga Dimensions                      | 23 juni 2011     | Nintendo 3DS                                                                   |

## Vervolgen
Galaga was succesvol waardoor er diverse vervolgen werden uitgebracht, zoals: 
- Gaplus (1984)
- Galaga '88 (1987)
- Galaxian 3 (1990)
- Attack Of The Zolgear (1994)